# Pierre François Étienne Roulx
Pour les articles homonymes, voir Roulx.
Pierre François Étienne Roulx est un homme politique et un médecin français né le 27 novembre 1751 à Châteaurenard (Orléanais) et mort le 9 avril 1835 dans la même ville.

## Biographie
Pierre François Étienne Roulx naît à Châteaurenard le 27 novembre 1751 dans l'ancienne province de l'Orléanais du royaume de France sous le règne du roi Louis XV.
Médecin de profession, il est élu député du Loiret dans l'arrondissement de Montargis et occupe ce poste pendant les Cent-Jours du 9 mai 1815 au 13 juillet 1815.